# 跏趺坐

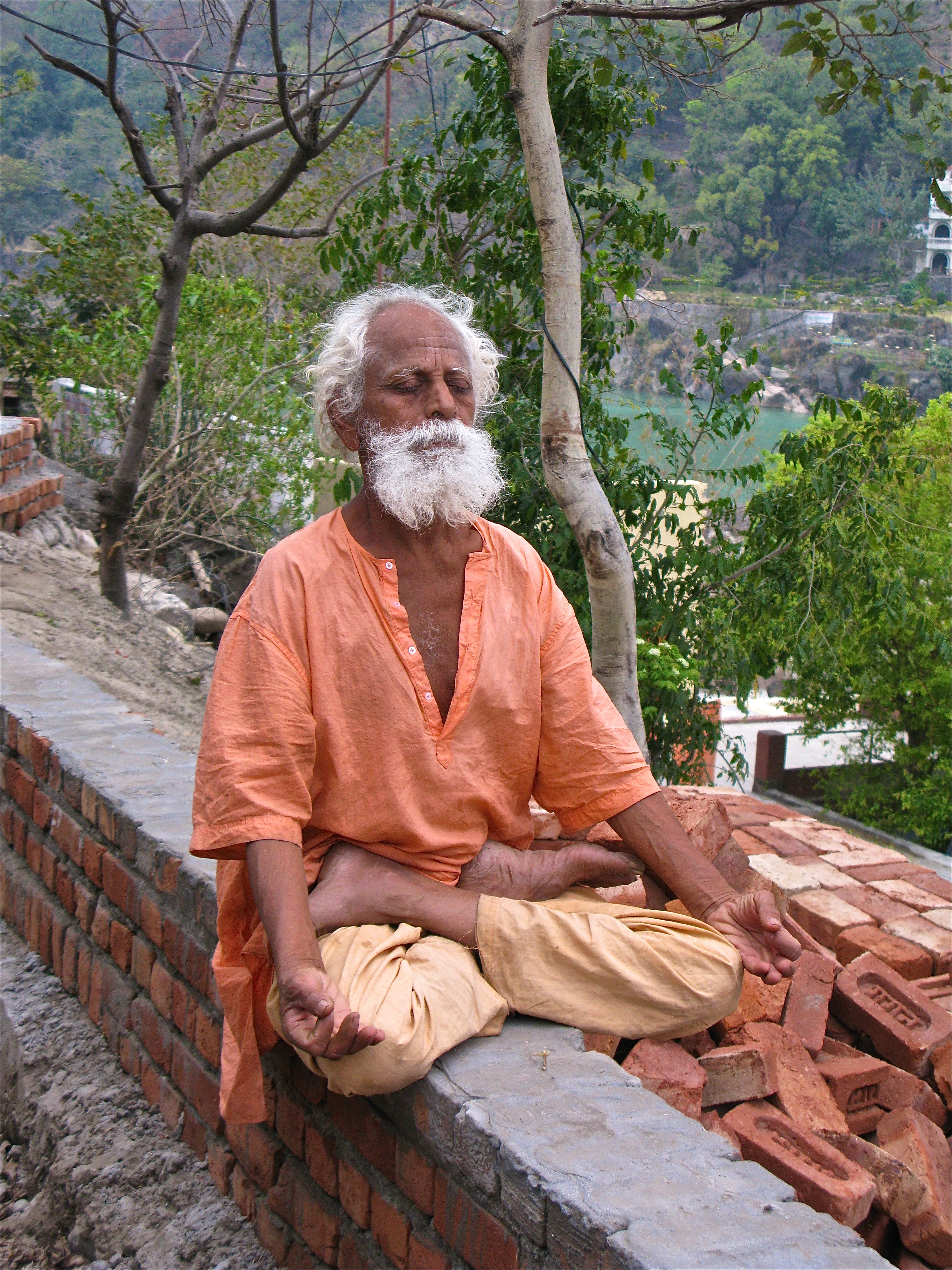
蓮花坐，實際中不可能如畫像或雕塑那樣完美對稱。

跏趺坐，是佛教、印度教術語，指兩腳交疊盤坐的姿勢。原為婆羅門教瑜伽姿勢之一，稱為蓮花坐（[pɐd̪mɑːs̪ɐn̪ɐ]），後被佛教吸收，成為禪坐的姿勢。以跏趺坐方式形成禪坐坐姿的「動作」本身則稱結跏趺坐。

## 經典要求
《大毘婆沙論》：
|  | 問：結加趺坐義何謂耶？答：是相周圓，而安坐義。聲論者曰：以兩足趺，加致兩髀，如龍盤結，端坐思惟，是故名為結加趺坐。脇尊者言：重壘兩足，左右交盤，正觀境界，名結加坐，唯此威儀順修定故。大德說曰：此是賢聖吉祥坐故，名結加坐。問：端身者是何義？答：是身正直，而安坐義。…… 問：何緣繫念在眉間耶？答：修觀行者，先依此處，生賢聖樂，後漸遍身，是故彼於眉間繫念；如受欲者，男女根處，先生欲樂，後漸遍身，此亦如是。亦有本說：繫念明闇，明者謂眼，即說繫念在鼻按中。復有本說：繫念髮際。或有本說：繫念鼻端。…… |

## 姿勢
跏趺坐是指兩腳交疊盤坐的姿勢。兩足交疊置於兩股上，稱為全跏趺坐或雙跏趺坐，俗稱「雙盤」。標準的七支坐法，採取全跏趺坐，認為這個姿勢最為安定，能夠有助於入定。

### 分類
雙跏趺坐時，如果：

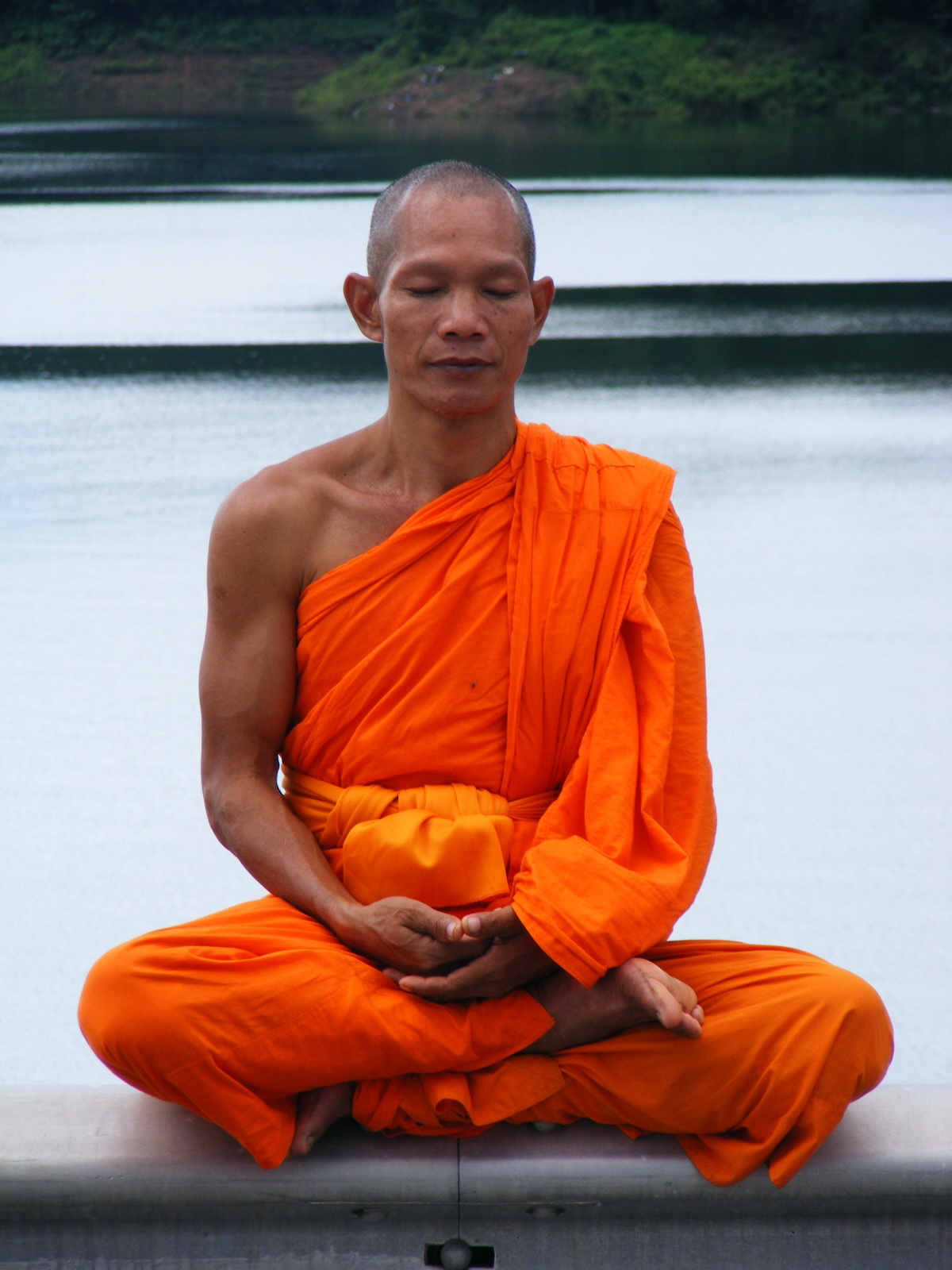
半跏趺坐，俗稱「單盤」

- 先左足（腳掌）安右髀（大腿）上，再右足安左髀上，呈右押左，稱為吉祥坐。因為釋迦牟尼佛成道時以吉祥坐修行，因此佛教徒又以吉祥坐為最佳修行方法。
- 先右足安左髀上，再左足安右髀上，呈左押右，稱為降魔坐。

如果只單以左腿置於右腿上，或右腿置於左腿上，則稱為半跏趺坐，俗稱「單盤」。